# Église Saint-Quirinus de Montjaux
L'église Saint-Cyrice-et-Sainte-Julitte de Montjaux en France est une église catholique classée monument historique pour les remarquables vestiges romans qu'elle conserve. Elle est appelée à tort église Saint-Quirinus dans la base Mérimée du ministère de la culture . En effet le vocable Saint-Cyrice-et-Sainte Julitte se rapporte à l'histoire des martyrs sainte Juliette de Césarée et son fils saint Cyr (Quiricus) de Tarse.

## Localisation
L'église est située dans le département français de l'Aveyron, sur la commune de Montjaux.

## Historique
L'édifice est classé au titre des monuments historiques en 1909.